# VIVE
VIVE – Det Nationale Forsknings- og Analysecenter for Velfærd er en dansk analyse- og forskningsorganisation.
VIVE blev oprettet under navnet Socialforskningsinstituttet i 1964 og skiftede i 2007 navn til 
SFI – Det Nationale Forskningscenter for Velfærd (SFI).
Navnet blev ændret til VIVE i 2017, da KORA blev fusioneret ind under organisationen.

## Organisation
VIVE daglige ledelse varetages af et hold af i alt tolv chefer med direktør Lotte Jensen i spidsen. Ledelsen refererer til en bestyrelse bestående af formanden, professor ved Aarhus Universitet, Nina Smith og 14 medlemmer.

## Historie
SFI blev oprettet i 1958 under navnet Socialforskningsinstituttet som et sektorforskningsinstitut under Socialministeriet.[kilde mangler]
SFI havde til opgave at bidrage med samfundsrelevant og anvendelsesorienteret forskning indenfor sociale forhold, herunder arbejdsmæssige, økonomiske og familiemæssige forhold samt andre nationale og internationale samfundsforhold og udviklingstræk af betydning for befolkningens levevilkår. I forbindelse med Universitetsreformen i 2007 skiftede institutionen navn fra Socialforskningsinstituttet.[kilde mangler]
SFI havde et årligt budget på ca. 100 mio. kr., hvoraf de ca. 70 mio. kr. anvendtes på forsknings-, evaluerings- og udredningsopgaver.
SFI var finansieret dels via Finansloven, dels af midler fra fonde m.v.
Cand.phil og Ph.d i Statskundskab Agi Csonka var direktør for SFI.
Csonka blev foreløbig administrerende direktør hos VIVE.
SFI havde lokaler på Herluf Trolles Gade i det centrale København.

### Fusion med KORA i 2017
I 2017 blev KORA, Det Nationale Institut for Kommuners og Regioners Analyse og Forskning fusioneret ind under SFI, og SFI blev videreført under navnet VIVE – Det Nationale Forsknings- og Analysecenter for Velfærd.
KORA var opstået i 2005 under navnet Det Kommunale Evalueringsinstitut.
Det havde skiftet navn til Det Kommunale og Regionale Evalueringsinstitut (KREVI) i 2006.
KORA var selv en videreførelse af Det Kommunale og Regionale Evalueringsinstitut hvor organisationerne Anvendt Kommunalforskning (AKF) og Dansk Sundhedsinstitut (DSI) var fusioneret ind under i 2012.

## Eksempler på udgivelser
- Mai Heide Ottosen; Karen Margrethe Dahl; Bente Boserup (26. oktober 2017), Forældrekonflikter efter samlivsbruddet. Karakteristika og risikofaktorer i komplekse forældreansvarssager, SFI – Det Nationale Forskningscenter for Velfærd, ISBN 978-87-7119-471-5, Wikidata  Q103843698
- Anika Liversage; Jesper Petersen (14. januar 2020), Etniske minoritetskvinder og skilsmisse – med fokus på muslimske praksisser, SFI – Det Nationale Forskningscenter for Velfærd, ISBN 978-87-7119-735-8, Wikidata  Q101079594
- Mette Lausten; Signe Frederiksen; Rikke Fuglsang Olsen (4. september 2020), Tidligere anbragte unge – 18 år og på vej mod voksenlivet. Forløbsundersøgelse af tidligere anbragte unge født i 1995, SFI – Det Nationale Forskningscenter for Velfærd, ISBN 978-87-7119-798-3, Wikidata  Q103841628

### Under navnetSFI - Det Nationale Forskningscenter for Velfærd
- Mikkel Bo Madsen; Stine Jacobsen; Søren Jensen (24. august 2011), Socialt bedrageri. Et Litteraturstudie, København: SFI – Det Nationale Forskningscenter for Velfærd, Wikidata  Q103841087
- Lene Bech Larsen; Mette Sommer Lindsay; Steen Bengtsson (14. maj 2014), Døve og Døvblevne Mennesker, SFI - Det Nationale Forskningscenter for Velfærd, SFI – Det Nationale Forskningscenter for Velfærd, ISBN 978-87-7119-234-6, Wikidata  Q98968698
- Anika Liversage; Christiane Præstgaard Christensen (8. marts 2017), Etniske Minoritetsunge i Danmark, SFI - Det Nationale Forskningscenter for Velfærd, København: SFI – Det Nationale Forskningscenter for Velfærd, ISBN 978-87-7119-431-9, Wikidata  Q98968280

### Dansk Sundhedsinstitut
Tilgængelige fra VIVE's hjemmeside er også ældre udgivelser fra Dansk Sundhedsinstitut, f.eks.:
- Laura Emdal Navne; Sidsel Vinge; Mille Kjærgaard Thorsen (1. juni 2012), Patientrettet forebyggelse. Et oversigtsnotat over modeller og effekter af indsatser til patienter med KOL, type 2-diabetes og hjertekarsygdom i sygehusregi, Dansk Sundhedsinstitut, ISBN 978-87-7488-725-6, Wikidata  Q103842110